# لوون کالانتار
لوون آلکساندری کالانتار (ارمنی: Լևոն Քալանթար؛  زادهٔ ۴ ژانویهٔ ۱۸۹۱ - درگذشته ۲۹ اکتبر ۱۹۵۹) تئاترشناس و کارگردان اهل ارمنستان بود. وی بین سال‌های - تا - میلادی فعالیت می‌کرد.

## زندگی‌نامه
وی در ۱۶ ژانویه [سبک قدیمی: ۴ ژانویه] ۱۸۹۱ در تفلیس به دنیا آمد و از دانشکده شرقی دانشگاه دولتی سنت پترزبورگ ۱۹۱۶) فارغ‌التحصیل گشت. ایزابلا کالانتار خواهر وی بود.  وی همچنین برنده جوایزی همچون هنرمند مردمی ارمنستان شوروی، نشان پرچم سرخ کار و نشان برجسته افتخار شد. وی در ۲۹ اکتبر ۱۹۵۹ در سن ۶۸ سالگی در ایروان درگذشت.